# Ranjoš
Ranjoš (mađ. Aranyosgadány) je selo u južnoj Mađarskoj.
Zauzima površinu od 8,26 km četvornih.

## Zemljopisni položaj
Nalazi se na 46° sjeverne zemljopisne širine i 18°7' istočne zemljopisne dužine, 6 km jugozapadno Pečuha. Pelir (Pelerda) je 2,5 km sjeveroistočno, Bičir je 2,5 km sjeverozapadno, Zuka (mađ. Zók) je 1,5 km zapadno, Pazanj (mađ. Pázdany) je neposredno zapadno, Đoda (mađ. Gyód) je 3 km istočno, Garčin je 2 km južno, Pécsbagota je 3 km jugozapadno, a Bokšica je 4 km jugozapadno.

## Upravna organizacija
Upravno pripada Pečuškoj mikroregiji u Baranjskoj županiji. Poštanski broj je 7671.

## Povijest
Današnje selo je nastalo kad se upravno spojili sela Ranjoš (Aranyos) i Godanj (mađ. Gadány).

## Kultura
U Ranjošu se održava kulturni festival.

## Stanovništvo
Ranjoš ima 363 stanovnika (2001.).
U Ranjošu djeluje jedinica hrvatske manjinske samouprave.

### Poznate osobe
- Lajos Papp (liječnik)

## Vanjske poveznice
- (mađ.) Aranyosgadány önkormányzata a Vendégvárón[neaktivna poveznica]
- (mađ.) Aranyosgadány a Dunántúli Naplóban
- Ranjoš na fallingrain.com